# Pardelak
Pardelak – wieś w Polsce, położona w województwie wielkopolskim, w powiecie pleszewskim, w gminie Pleszew.
Do 2024 r. miejscowość była częścią wsi Pacanowice. W latach 1975–1998 miejscowość administracyjnie należała do województwa kaliskiego.
Katoliccy mieszkańcy Pardelaka przynależą do Parafii św. Mikołaja w Grodzisku nad Prosną.